# Sinan (huyện)
Sinan (Sinan-gun, âm Hán Việt: Tân An quận) là một huyện của tỉnh Jeolla Nam, Hàn Quốc. Huyện này có diện tích 653,13 km², dân số năm 2001 là 53.150 người.
Huyện này gồm 111 đảo có dân sinh sống và 719 đảo không có cư dân. Số lượng đảo ở huyện này chiếm 25% tổng số đảo tại Hàn Quốc. Các đảo lớn trong số này gồm Anjwado (45,2㎢), Aphaedo (44,3㎢), Bigeumdo (43,1㎢), Dochodo (40,3㎢), Imjado (43,2㎢), Amtaedo (38,7㎢), Jeungdo (37,2㎢), Jangsando (24,3㎢), Haeuido (16,1㎢), và Heuksando (19,7㎢).

## Đảo
- Anjwado (안좌도 安佐島:45.2㎢)
- Aphaedo (압해도 押海島:44.3㎢)
- Bigeumdo (비금도 飛禽島:43.1㎢)
- Dochodo (도초도 都草島:40.3㎢)
- Imjado (임자도 荏子島:43.2㎢)
- Amtaedo (암태도 岩泰島:38.7㎢)
- Jeungdo (증도 曾島:37.2㎢)
- Jangsando (장산도 長山島:24.3㎢)
- Haeuido (하의도 荷衣島:16.1㎢)
- Heuksando (흑산도 黑山島:19.7㎢)
- Hongdo (홍도 紅島 6.47㎢)

## Thành phố kết nghĩa
- Gangnam-gu, Hàn Quốc
- Mapo-gu, Hàn Quốc
- Nowon-gu, Hàn Quốc
- Ongjin, Hàn Quốc
- Gyeongsan, Hàn Quốc
- Dawa, Trung Quốc